# Moneghetti
Moneghetti, local do Mónaco, famoso pelos seus Jardins Exóticos (na fronteira ocidental com  a comuna francesa de  Cap d'Ail).

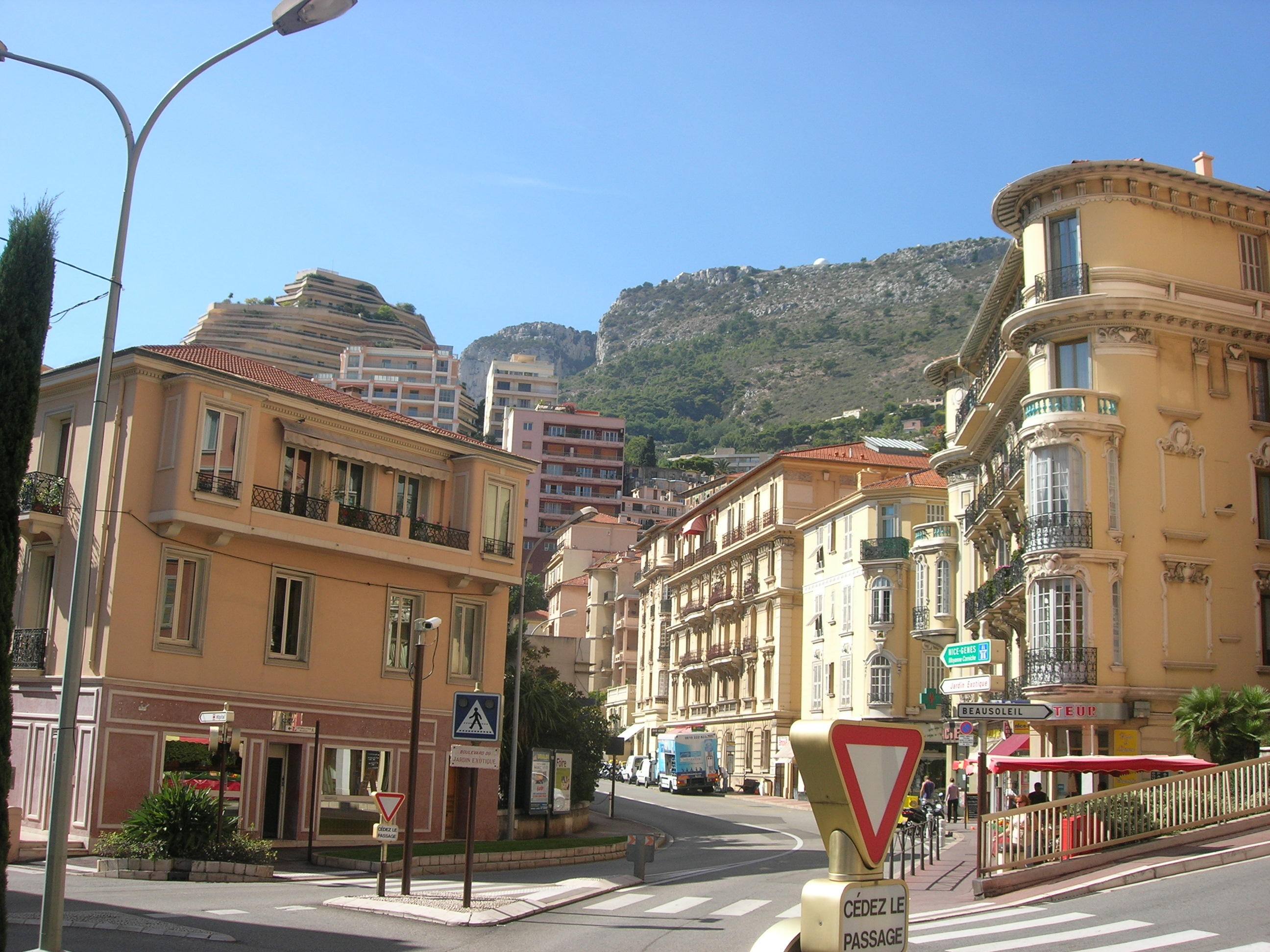
Vista de Lanarck, a principal via do bairro.